# Contea di Sovana
La contea di Sovana, assieme a quella di Santa Fiora, era uno dei due stati in cui fu diviso nel 1274 il territorio controllato dagli Aldobrandeschi, nell'Italia centrale.

## Storia
La contea di Sovana comprendeva, al momento della spartizione del 1274, un vasto territorio tra l'area del tufo e le Colline dell'Albegna e del Fiora, fino all'Argentario, a Capalbio e a Montalto di Castro nel territorio laziale. Rispetto alla Contea di Santa Fiora presentava una maggiore estensione territoriale ma ebbe una durata estremamente breve.
Nel 1293, col matrimonio tra Romano Orsini e Anastasia di Montfort (ultima erede di questo ramo della famiglia Aldobrandeschi), il territorio della contea fu ereditato dagli Orsini.
Tuttavia, le mire espansionistiche senesi strapparono numerose località, prima alla contea aldobrandesca e poi a quella ursinea, che entrarono a far parte della Repubblica di Siena.
Tra le località della contea di Sovana passate ai Senesi sono da ricordare Montiano e Pereta, perse già nel corso del Duecento prima che venissero ereditate dagli Orsini, e Talamone che fu ceduto sempre ai Senesi attraverso i monaci dell'Abbazia di San Salvatore al Monte Amiata.
Da allora, il territorio della contea comprendeva Pitigliano, che divenne la nuova capitale, Manciano, Sorano, Vitozza, Montebuono, Montevitozzo: questi centri entrarono a far parte del Granducato di Toscana nel 1608, l'anno della definitiva caduta della Contea degli Orsini.
Dalla Contea di Sovana, gli Orsini ereditarono anche altri centri, poi conquistati da Siena nel corso del Quattrocento. Tra questi, l'originaria capitale Sovana che venne persa nel 1410, Capalbio, Rocchette di Fazio e il Castello di Catabbio che furono perse nel 1416, Orbetello che fu perduta nel 1417 e, infine, Saturnia che venne definitivamente strappata agli Orsini nel 1419.